# エボニー協奏曲
エボニー協奏曲（Ebony Concerto）は、イーゴリ・ストラヴィンスキーが新古典主義時代に作曲したクラリネットとジャズバンドのための協奏曲。題名は「エボニー・コンチェルト」とも表記される。

## 概要
ストラヴィンスキーは1918年ごろからジャズに興味を持ちはじめ、『兵士の物語』などの作品でそのイディオムを取り入れていた。ストラヴィンスキーがアメリカに移住して以降その興味はさらに高まり、本作はその一つの結実として、ウディ・ハーマンの依頼により1945年に作曲された。初演は1946年3月25日、カーネギー・ホールにてウディ・ハーマン楽団により行われた。題名の「エボニー」はクラリネットの原料の一つである黒檀に由来するもので、ストラヴィンスキーは作品の性格を「ブルース風の緩徐楽章を持つ、"ジャズ・コンチェルト・グロッソ"である」と述べている。

## 楽器編成
独奏クラリネット、テナーサクソフォーン2、アルトサクソフォーン2、バリトンサクソフォーン、バスクラリネット2、ファゴット2、ホルン、トランペット5、トロンボーン3、ピアノ、ハープ、ギター、コントラバス、タムタム、シンバル、大太鼓。
独奏クラリネットが主導的な立場を演ずる場面は少なく、バンド内での楽器の絡みにより重点が置かれている。

## 楽曲構成
全3楽章からなり、演奏時間は約11分。
- 第1楽章 アレグロ・モデラート
2/2拍子。5本のトランペットがラグのリズムによる旋律を呈示して始まる。
- 第2楽章 アンダンテ
4/4拍子。ブルース風の楽章。トロンボーン、ピアノ、コントラバス、バスドラムの伴奏を伴い、テナー及びバリトンサクソフォーンが異国的な主題を奏する。
- 第3楽章 モデラート
2/2拍子。冒頭からバスクラリネットとコントラバスに中国風の旋律が現れる。その後クラリネットのせわしないルンバのリズムに乗り、テナーサクソフォーンが冒頭の旋律から派生した主題を呈示する。